# 공연비
공연비(Air–fuel ratio, 공기 연료비, AFR)는 연소 과정에 존재하는 고체, 액체 또는 기체 연료에 대한 공기의 질량 비율이다. 연소는 내연 기관이나 산업용 용광로 등에서 제어된 방식으로 발생하거나 폭발(예: 먼지 폭발, 가스 또는 증기 폭발 또는 열압력 무기)을 초래할 수 있다.
공연비에 따라 혼합물이 가연성인지, 얼마나 많은 에너지가 방출되는지, 그리고 반응에서 얼마나 많은 원치 않는 오염물질이 생성되는지가 결정된다. 일반적으로 연료 대 공기 비율의 범위가 존재하며, 그 범위를 벗어나면 점화가 발생하지 않는다. 이는 폭발 하한 및 상한으로 알려져 있다.
내연기관이나 산업용 용광로에서 공연비는 오염 방지 및 성능 조정 이유로 중요한 척도이다. 모든 연료를 완전히 연소시키기에 정확히 충분한 공기가 제공되는 경우, 그 비율은 화학량론적 혼합물로 알려져 있으며, 흔히 스토이치(stoich)로 축약된다. 화학량론적 비율(연료가 과잉인 경우)보다 낮은 비율은 "풍부한" 것으로 간주된다. 풍부한 혼합물은 효율성이 떨어지지만 더 많은 전력을 생산하고 더 시원하게 연소될 수 있다. 화학량론적 비율(공기가 과잉인 경우)보다 높은 비율은 "희박"한 것으로 간주된다. 희박 혼합물은 더 효율적이지만 온도가 높아져 질소 산화물이 형성될 수 있다. 일부 엔진은 희박 연소를 허용하는 기능을 갖도록 설계되었다. 정확한 공연비 계산을 위해서는 고도 또는 흡입 공기 온도의 차이로 인한 공기 밀도의 차이, 주변 수증기에 의한 희석 가능성 또는 산소 첨가에 의한 농축으로 인해 연소 공기의 산소 함량을 지정해야 한다.

## 같이 보기
- 연소
- 화학량론